# Gouzeaucourt New British Cemetery
Gouzeaucourt New British Cemetery is een Britse militaire begraafplaats met gesneuvelden uit de Eerste Wereldoorlog, gelegen in de Franse gemeente Gouzeaucourt (Noorderdepartement). De begraafplaats werd ontworpen door Herbert Baker en ligt aan de Route d'Heudicourt op 850 m ten zuidwesten van het centrum (gemeentehuis). Ze heeft een nagenoeg vierkantig grondplan en wordt omsloten door een lage bakstenen muur. Een toegangsgebouw in witte natuursteen en afgedekt met een koepel in dezelfde steensoort staat in een naar binnen gebogen halfcirkelvormig deel van de muur. Centraal op het terrein staat de Stone of Remembrance en het Cross of Sacrifice staat op een verhoogd terras tegen de oostelijke muur.
Er liggen 1.297 doden begraven waaronder 381 niet geïdentificeerde.
De begraafplaats wordt onderhouden door de Commonwealth War Graves Commission.

## Geschiedenis
Gouzeaucourt werd in de nacht van 12 op 13 april 1917 door de 8th Division veroverd. Op 30 november 1917 werd het na een Duitse tegenaanval aan het einde van de Slag bij Cambrai terug uit handen gegeven maar dezelfde dag nog heroverd door de 1st Irish Guards. Op 22 maart 1918 viel het opnieuw in Duitse handen maar werd op 18 september daaropvolgend door de 38th (Welsh) Division aangevallen en uiteindelijk op 8 oktober door de 21te Division heroverd. 
De begraafplaats werd in november 1917 door de Britten in gebruik genomen, door de Duitsers in 1918 overgenomen, en opnieuw gebruikt door de Britten in september en oktober 1918. De oorspronkelijke graven (nu in perceel III) zijn slechts 55 in aantal. Na de wapenstilstand werd de begraafplaats uitgebreid met graven vanuit andere begraafplaatsen en van het slagveld rond Cambrai.
Onder de geïdentificeerde doden zijn er nu 832 Britten, 72 Nieuw-Zeelanders, 7 Zuid-Afrikanen, 3 Canadezen, 1 Indiër en 2 Russen. Voor 34 slachtoffers werden Special Memorials opgericht omdat hun graven niet meer gelokaliseerd konden worden en men neemt aan dat zij zich onder naamloze grafzerken bevinden. De Britse kanonnier J. Withworth die oorspronkelijk in Gouzeaucourt Communal Cemetery begraven werd, maar waar zijn graf door latere artilleriebeschietingen werd vernietigd, wordt ook met een Special Memorial herdacht.

## Graven

### Onderscheiden militairen
- de majoors Charles Percy Atkin, Francis Alexander Parry, de kapiteins J.B.M. Burke, Laurence Henry Gibbs, Frederick Stewart Higson, Guy Philip Randall, M.F. Smith en D.G. Davies, de luitenants J.W. Denison, Charles Eric Hemmerde, Bertram John Hubbart, Alexander Bisset McCrae en T.S. Silby en onderluitenant G. Simpson werden onderscheiden met het Military Cross (MC).
- onderluitenant Eldred William Tack (Sherwood Foresters (Notts and Derby Regiment)) werd onderscheiden met de Distinguished Conduct Medal en de Military Medal (DCM, MM).
- compagnie sergeant-majoor A. Loveday (Wiltshire Regiment) werd tweemaal onderscheiden met de Distinguished Conduct Medal (DCM and Bar).
- de onderluitenants Frederick Donald Bentley (Grenadier Guards) en Arthur John Harry Lord (Leicestershire Regiment), korporaal W.G. Myhill (Royal Welsh Fusiliers) en pionier Albert Jennett (Royal Engineers) werden onderscheiden met de Distinguished Conduct Medal (DCM).
- Aaron Williams, sergeant bij het Welsh Regiment werd onderscheiden met de Meritorious Service Medal (MSM).
- nog 26 militairen werden onderscheiden met de Military Medal (MM).

### Minderjarige militair
- Aubrey Reamas Baker, soldaat bij de Queen's Own (Royal West Kent Regiment) was 17 jaar toen hij op 27 september 1918 sneuvelde.

### Alias
- soldaat Leonard Vernon Brandon diende onder het alias C.J. Benson bij het Wellington Regiment, N.Z.E.F..